# Кита (специальный район)
Кита (яп. 北区 Кита-ку) — один из 23 специальных районов Токио. По данным на 1 мая 2020 года численность населения составляла 355 257 чел., плотность населения — 17,237 чел./км². Общая площадь района составляет 20,61 км².

## География

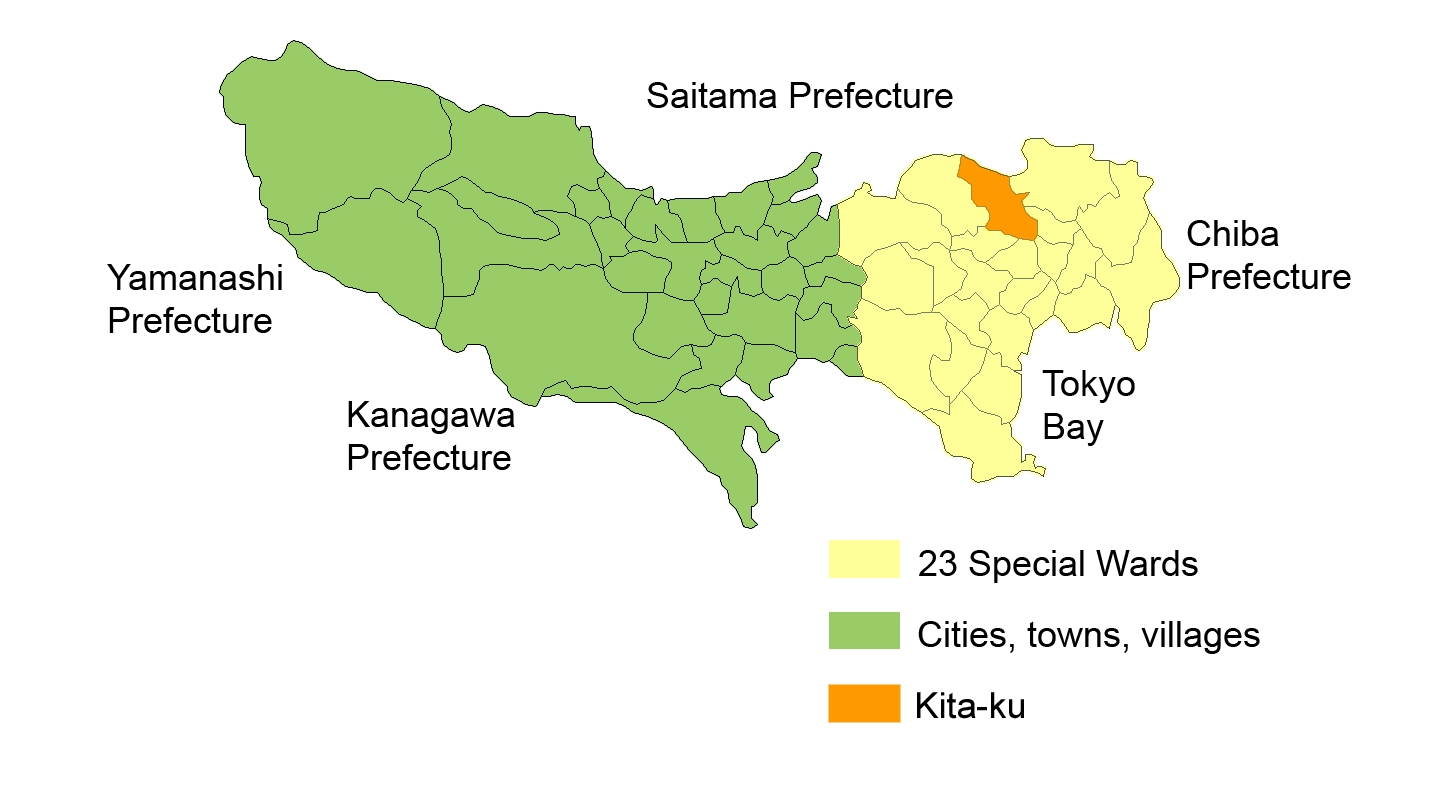
Район Кита на карте

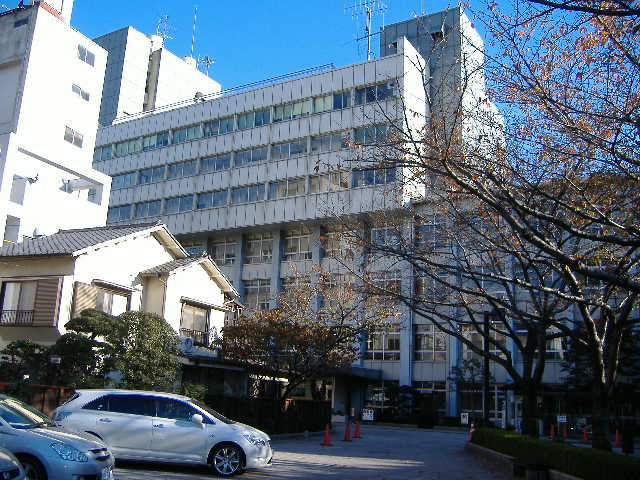
Мэрия района Кита

В переводе с японского «кита» означает «север», что и отражает его положение в Токио. К северу лежат города Кавагути и Тода (префектура Сайтама). На востоке, юге и западе лежат другие специальные районы Токио: Адати, Аракава, Итабаси, Бункё и Тосима.
На территории Киты протекают реки Аракава и Сумида.

## История
Район получил нынешний статус 15 марта 1947 года.

## Достопримечательности
- Парк Укима
- Парк Тюо
- Сад Фурукава
- Храм Одзи Инари

## Экономика
В Кита базируются корпорации "Сэйю Груп" (розничная торговля), "Токио Сёсэки" (видеоигры), "Тосё Принтинг" (полиграфия), "Калби Фудс" (пищевые продукты). В районе расположены торговые центры и универмаги "Дзюдзё Гиндза", "ЛаЛаГарден" и "Атре".

## Известные уроженцы
- Кобо Абэ, писатель
- Тэмпу Накамура — писатель и философ, принёс раджа-йогу и карма-йогу в Японию
- Мэгуми Хаясибара — популярная японская певица и сэйю.

## Города-побратимы
- Китай, Сюаньу, Пекин.

## Галерея

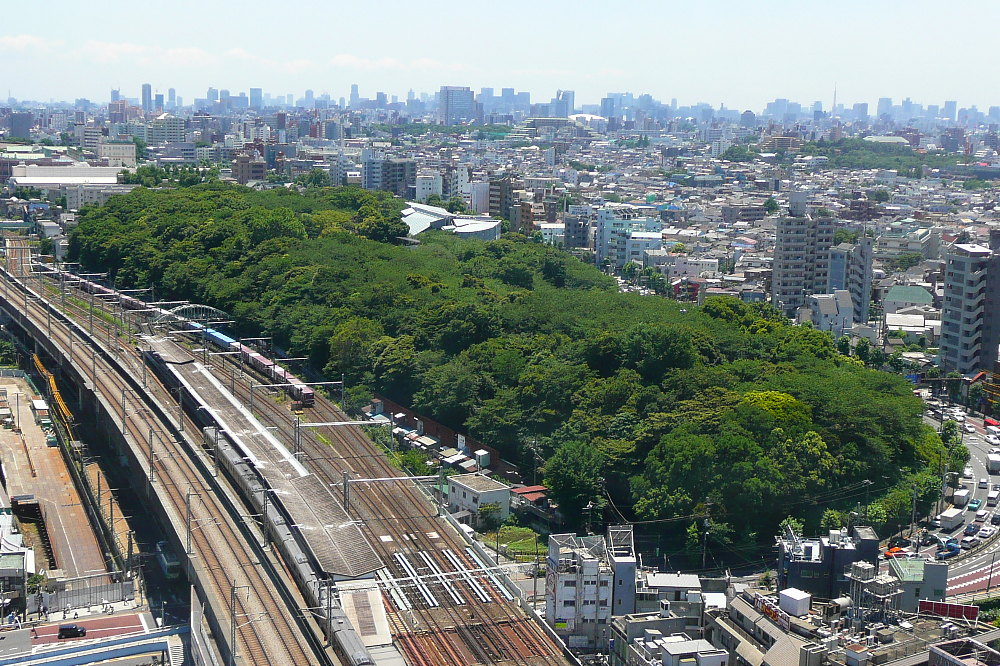
Парк Асукаяма в Кита
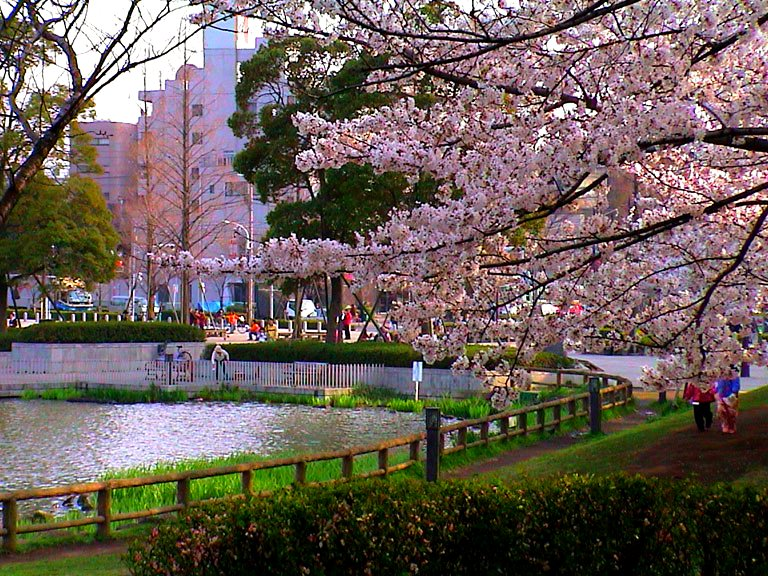
Цветение сакуры в парке Укима
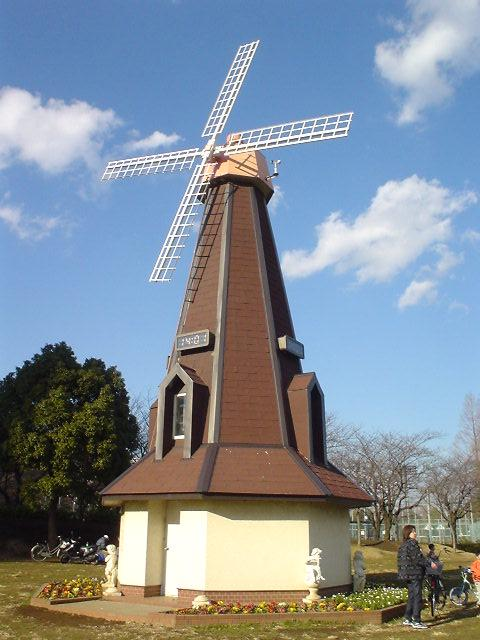
Мельница в парке Укима
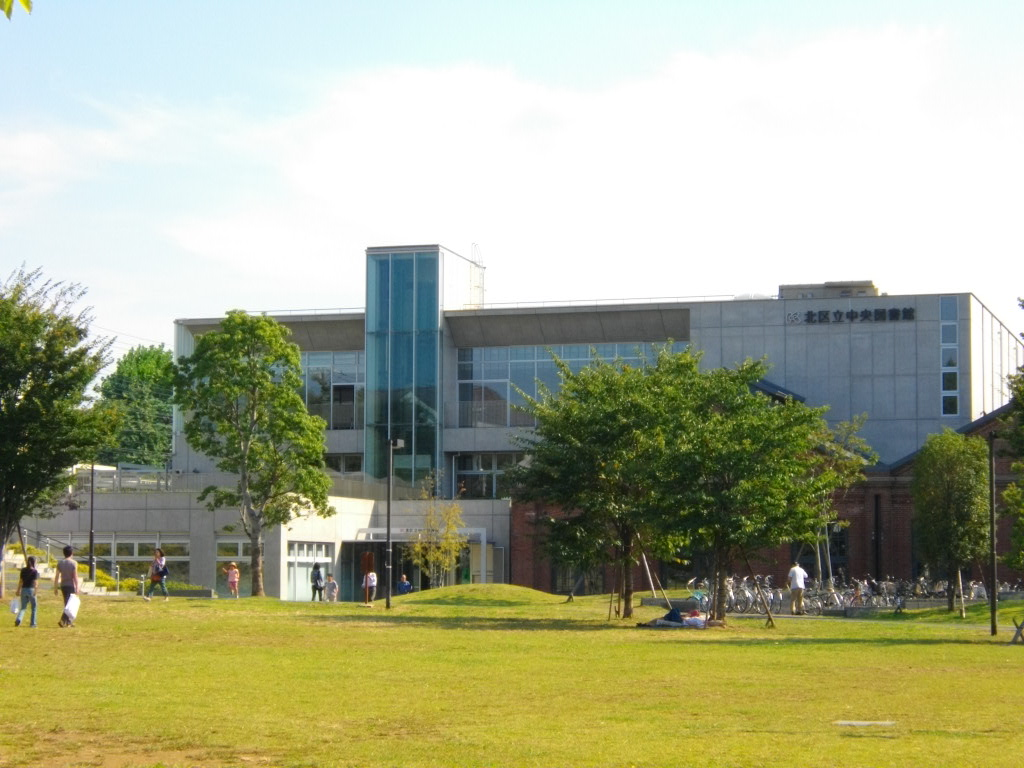
Центральная библиотека